# Vela nos Jogos Olímpicos de Verão da Juventude de 2010 - Byte CII feminino
As competições da classe Byte CII feminino nos Jogos Olímpicos de Verão da Juventude de 2010 foram disputadas entre os dias 17 e 25 de agosto no Centro Nacional de Vela, em Singapura. 32 atletas participaram deste evento.
Inicialmente, estavam previstas dezesseis regatas antes da regata decisiva, porém, devido às más condições do tempo, apenas onze foram efetivamente realizadas, além da regata da medalha. Cada atleta teve o direito de descartar seus dois piores resultados.

## Medalhistas
| Ouro   | AUT Lara Vadlau          |
| Prata  | NED Daphne van der Vaart |
| Bronze | GER Constanze Stolz      |

## Resultados
A regata M é a regata que valeu medalha.
| Pos.              | Atleta                       | Regata | Regata | Regata | Regata | Regata | Regata | Regata | Regata | Regata | Regata | Regata | Regata |     | Pontos perdidos |
| Pos.              | Atleta                       | 1      | 2      | 3      | 4      | 5      | 6      | 7      | 8      | 9      | 10     | 11     | M      |     | Pontos perdidos |
| ----------------- | ---------------------------- | ------ | ------ | ------ | ------ | ------ | ------ | ------ | ------ | ------ | ------ | ------ | ------ | --- | --------------- |
| Medalha de ouro   | AUT Lara Vadlau              | 5      | 1      | 9      | 1      | 1      | 3      | 4      | 3      | 2      | 5      | 3      | 4      | 27  |                 |
| Medalha de prata  | NED Daphne van der Vaart     | 2      | 5      | 16     | 21     | RAF    | 5      | 3      | 1      | 1      | 2      | 4      | 2      | 41  |                 |
| Medalha de bronze | GER Constanze Stolz          | 1      | 2      | 2      | 18     | 5      | 11     | 2      | 7      | 4      | 12     | 2      | 21     | 57  |                 |
| 4                 | DEN Celine Carlsen           | 7      | 9      | 1      | 13     | 2      | 2      | 14     | 4      | 16     | 9      | 6      | 5      | 58  |                 |
| 5                 | SIN Natasha Michiko Yokoyama | 6      | 7      | 23     | 6      | 4      | 1      | 20     | 6      | 20     | 1      | 12     | 3      | 66  |                 |
| 6                 | BRA Claudia Mazzaferro       | 21     | 6      | 3      | 3      | 10     | 4      | 12     | 21     | 3      | OCS    | 13     | 6      | 81  |                 |
| 7                 | MAS Khairunneeta Mohd Afendy | 4      | 11     | 18     | 4      | 15     | 14     | 8      | 10     | 7      | 8      | 9      | 10     | 85  |                 |
| 8                 | CHN Gu Min                   | 10     | 12     | 19     | 2      | 17     | DSQ    | 1      | 9      | 9      | 18     | 1      | 9      | 88  |                 |
| 9                 | FIN Niki Blassar             | 23     | 20     | 6      | 16     | 3      | 7      | 5      | 2      | 12     | 17     | 8      | 12     | 88  |                 |
| 10                | CAN Sarah Douglas            | 13     | 16     | 10     | 15     | 16     | 9      | 11     | 11     | 11     | 4      | OCS    | 1      | 101 |                 |
| 11                | NZL Elise Beavis             | 11     | 10     | 7      | DSQ    | 9      | 15     | 6      | 8      | 15     | 11     | 15     | 11     | 103 |                 |
| 12                | POL Sara Piasecka            | DSQ    | 4      | 13     | 8      | 11     | 8      | 7      | 17     | 18     | 6      | 16     | 16     | 106 |                 |
| 13                | SUI Alexandra Rayroux        | 3      | 3      | 17     | 9      | 8      | 6      | 9      | 16     | 21     | OCS    | 19     | 18     | 108 |                 |
| 14                | UKR Sofiia Larycheva         | 18     | 15     | 4      | 17     | 7      | 17     | 17     | OCS    | 19     | 7      | 7      | 7      | 116 |                 |
| 15                | POR Inês Sobral              | 17     | 8      | 25     | 22     | 6      | 10     | 16     | 5      | 5      | 26     | 10     | 23     | 122 |                 |
| 16                | TUR Pinar Kaynar             | 8      | 13     | 14     | 5      | 12     | 13     | 22     | 14     | 14     | 14     | 14     | 15     | 122 |                 |
| 17                | IRL Sophie Murphy            | 14     | 19     | 24     | 20     | 19     | 12     | 10     | 12     | 8      | 13     | 11     | 8      | 126 |                 |
| 18                | SLO Eva Peternelj            | 15     | 18     | 8      | 7      | 14     | 16     | 21     | 25     | 10     | 15     | 21     | 19     | 143 |                 |
| 19                | AUS Madison Kennedy          | 19     | 14     | 5      | 10     | 13     | 18     | 15     | 19     | 22     | 20     | 24     | 14     | 147 |                 |
| 20                | DOM Paloma Esteban           | 26     | 17     | 20     | 11     | 18     | 22     | 13     | 22     | 13     | 3      | 5      | 28     | 150 |                 |
| 21                | ISV Catherine Diaz           | 20     | 24     | 12     | 12     | 21     | 26     | 24     | 13     | 6      | 19     | 18     | 13     | 158 |                 |
| 22                | CHI Maria Poncell-Maurín     | 12     | 21     | 11     | 14     | DSQ    | 25     | 26     | 15     | 17     | 24     | 17     | 17     | 173 |                 |
| 23                | LCA Stephanie Lovell         | 9      | 23     | 26     | 24     | 23     | 20     | 23     | 24     | 28     | 10     | 22     | 24     | 202 |                 |
| 24                | CUB Sanlay Castro de la Cruz | 24     | 22     | 22     | 23     | 25     | 19     | 19     | 18     | 30     | 16     | 28     | 22     | 210 |                 |
| 25                | CAY Elizabeth Wauchope       | 22     | 25     | 21     | 25     | 22     | 27     | 18     | 20     | DSQ    | 23     | 26     | 20     | 222 |                 |
| 26                | SMR Matilde Simoncini        | 16     | 27     | 15     | 27     | 20     | 23     | 31     | 23     | 26     | 21     | 23     | DNC    | 227 |                 |
| 27                | ARU Nicole van der Velden    | 29     | 29     | 31     | 29     | 24     | 21     | 25     | 26     | 23     | 25     | 25     | 31     | 258 |                 |
| 28                | GUA Irene Abascal van Blerk  | 27     | 26     | DSQ    | 26     | 28     | 30     | 28     | 30     | 27     | 27     | 20     | 25     | 264 |                 |
| 29                | ALG Lamia Feriel Hammiche    | 28     | 28     | 28     | 19     | 29     | 28     | 30     | 29     | 24     | 29     | 29     | 27     | 269 |                 |
| 30                | ASA Tu'lemanu Ripley         | 30     | 31     | 27     | 31     | 27     | 29     | 27     | 27     | 25     | 22     | OCS    | 26     | 271 |                 |
| 31                | COK Teau Moana McKenzie      | 25     | 30     | 29     | 30     | 26     | DSQ    | 29     | 28     | 29     | 28     | 27     | 29     | 280 |                 |
| 32                | KEN Lara Kiran Granier       | 31     | 32     | 30     | 28     | 30     | 24     | 32     | 31     | 31     | 30     | 30     | 30     | 295 |                 |

### Legenda
- OCS – On the Course Side of the starting line
- DSQ – Desclassificado (Disqualified)
- DNF – Não completou (Did Not Finish)
- DNS – Não largou (Did Not Start)
- BFD – Desclassificado por bandeira preta (Black Flag Disqualification)
- RAF – Aposentou-se ao fim da competição (Retired after Finishing)